# Potosí (Nicarágua)
Potosí é um município da Nicarágua, situado no departamento de Rivas. Tem 144 km² de área e sua população em 2020 foi estimada em 13.230 habitantes.